# 屈比希爾山
47°24′44″N 12°51′9″E / 47.41222°N 12.85250°E

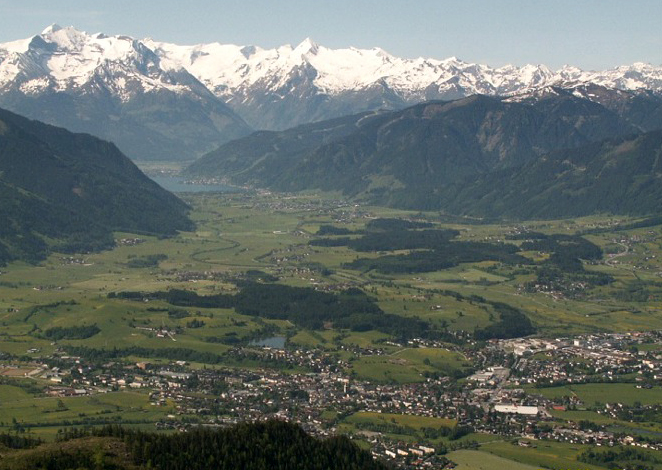

屈比希爾山（德語：Kühbichl），是奧地利的山峰，位於該國中部，由薩爾茨堡州負責管轄，屬於薩爾斯堡板岩阿爾卑斯山脈的一部分，處於石海山麓薩爾費爾登，海拔高度875米。